# 木村寅太郎

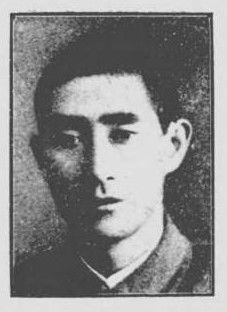
木村寅太郎

木村 寅太郎（きむら とらたろう、1902年（明治35年）9月13日 - 1972年（昭和47年）4月13日）は、昭和時代の政治家。衆議院議員。

## 経歴
木村吉三郎の長男として、群馬県新田郡笠懸村（笠懸町を経て現みどり市）に生まれる。1924年（大正13年）東京帝国大学農学部実科卒業。
県農会技師、大日本青年団組織課長、群馬県会議員、大政翼賛会群馬県支部常務委員、同臨時中央協力会議員、県翼賛少年団副団長、大政翼賛会県支部錬成本部長、県翼賛壮年団副団長、文部省委員などを歴任した。
1942年（昭和17年）4月の第21回衆議院議員総選挙では群馬県第1区から翼賛政治体制協議会推薦で出馬し当選。衆議院議員を1期務めた。在任中は翼賛政治会事務局参与、政調内閣委員を務めた。戦後、公職追放となった。